# Attaque de Bani Bangou (2016)
Pour les articles homonymes, voir Attaque de Bani Bangou.
Guerre du Sahel
Batailles
- Tlemss
- 1re Tilwa
- Tabankort
- Ouraren
- Adrar Bouss
- Agadez et Arlit
- Tchibarakaten
- Mangaïzé
- Tazalit
- 1re Bani Bangou
- 2e Tilwa
- Wanzarbé
- Abala
- Midal
- 1re Tongo Tongo
- 1re Ayorou
- 2e Tongo-Tongo
- Baley Beri
- 1re Inates
- 2e Inates
- Sanam
- Chinégodar
- 2e Ayorou
- 2e Bani Bangou
- Taroun
- Torodi
- Adabda
- Intagamey
- Koutougou
- Tabatol
- Takanamat
- Teguey
- Chatoumane
- Eknewane
- 3e Bani Bangou

L'attaque de Bani Bangou a lieu le 8 novembre 2016 pendant la guerre du Sahel.

## Déroulement
Le matin du 8 novembre 2016, des hommes armés attaquent un poste de l'armée nigérienne à Bani Bangou, à une vingtaine de kilomètres de la frontière avec le Mali. Les assaillants, équipés d'armes légères et de lance-roquettes, arrivent avec une dizaine de motos et deux véhicules,. Les combats durent une heure. L'arrivée d'avions français de la Force Barkhane et deux passes de « show of force » suffisent à mettre en fuite les assaillants. Les djihadistes se replient en direction du Mali, en emportant avec eux deux véhicules équipés de mitrailleuses. Des renforts arrivent ensuite sur place et poursuivent les assaillants jusque dans le territoire malien.

## Les pertes
L'attaque n'est pas revendiquée, mais selon RFI, qui s'appuie notamment sur une « source militaire internationale basée au Mali », le groupe d'Adnane Abou Walid Al-Sahraoui, rallié à l'État islamique, pourrait en être l'auteur. Le bilan pour l'armée nigérienne est de cinq morts, trois blessés et quatre disparus selon le ministère de l’Intérieur,. Les djihadistes font en fait 2 prisonniers, dont l'un sera exécuté. Deux assaillants ont également été tués et 26 personnes, soupçonnées de complicité, ont été arrêtées.
Les djihadistes capturent deux pick-ups, équipés de mitrailleuses de 12,7 mm.